# كيرلس الأورشليمي
كيرلس الأورشليمي عالم لاهوت مميز في عصر المسيحية المبكرة (ق. 313  –  386 م)، وهو قديس لدى الكنيسة الرومانية الكاثوليكية والكنيسة الأرثوذكسية الشرقية والأرثوذكسية المشرقية والاتحاد الأنجليكاني. وفي سنة 1883م، أعلن البابا ليون الثالث عشر كيرلس ملفانًا، وهو يحظى باحترام ومحبة المسيحيين الفلسطينيين إلى الآن.
حوالي سنة 350م، خلف كيرلس الأورشليمي ماكسيموس كأسقف لأورشليم، لكنه تعرّض للنفي في أكثر من مناسبة نظرًا لمعاداته لأكاسيوس القيصري، وعدم قبوله لسياسات عدد من الأباطرة. خلف كيرلس كتابات مهمة توثق تعاليم الكاتيكوم والتراتيب الليتورجية المتبعة في أيامه.

## وصلات خارجية
- Texts by Cyril

| سبقه ماكسيموس الثالث | أسقف أورشليم 350–386م | تبعه يوحنا الثاني |